# Ro-19
Ro-19 (呂号第十九潜水艦) — підводний човен Імперського флоту Японії. До введення в Японії в першій половині 1920-х років нової системи найменування підводних човнів мав назву «Підводний човен № 36» (第三十六潜水艦).
«Підводний човен № 36», який належав до типу Kaichū III, спорудили у 1922 році на корабельні ВМФ у Куре. По завершенні корабель класифікували як належний до 2-го класу та включили до складу 16-ї дивізії підводних човнів, яка базувалась у тому самому Куре.
1 листопада 1924-го «Підводний човен № 36» перейменували на Ro-19.
1 квітня 1936-го Ro-19 виключили зі списків ВМФ. Корпус корабля використовували й далі, при цьому з 1 квітня 1940-го він мав позначення Haisen № 5. У 1948-му Haisen № 5 здали на злам.